# المعزج (الشعر)

تعديل مصدري - تعديل

المعزج هي إحدى قرى عزلة العبس بمديرية الشعر التابعة لمحافظة إب، بلغ تعداد سكانها 142 نسمة حسب تعداد اليمن لعام 2004.